# 26. ceremonia wręczenia Orłów
26. ceremonia wręczenia Orłów za rok 2023, odbyła się 4 marca 2024 roku.
Polskie Nagrody Filmowe zostały wręczone w 19 kategoriach.

## Laureaci i nominacje
Laureaci nagród są pogrubieni.

### Najlepszy film
- Zielona granica, reż. Agnieszka Holland
  - Chłopi, reż. DK Welchman i Hugh Welchman
  - Doppelgänger. Sobowtór, reż. Jan Holoubek
  - Filip, reż. Michał Kwieciński
  - Kos, reż. Paweł Maślona

### Najlepsza główna rola męska
- Eryk Kulm – Filip
  - Jakub Gierszał – Doppelgänger. Sobowtór
  - Bartosz Bielenia – Kos
  - Tomasz Włosok – Zielona granica
  - Leszek Lichota – Znachor

### Najlepsza główna rola kobieca
- Magdalena Cielecka – Lęk
  - Kamila Urzędowska – Chłopi
  - Lena Góra – Imago
  - Marta Nieradkiewicz – Lęk
  - Maja Ostaszewska – Zielona granica

### Najlepsza reżyseria
- Paweł Maślona – Kos
  - Jan Holoubek – Doppelgänger. Sobowtór
  - Michał Kwieciński – Filip
  - Grzegorz Dębowski – Tyle co nic
  - Agnieszka Holland – Zielona granica

### Najlepszy scenariusz
- Michał A. Zieliński – Kos
  - Andrzej Gołda – Doppelgänger. Sobowtór
  - Michał Kwieciński i Michał Matejkiewicz – Filip
  - Grzegorz Dębowski – Tyle co nic
  - Maciej Pisuk, Gabriela Łazarkiewicz-Sieczko i Agnieszka Holland – Zielona granica

### Najlepsza drugoplanowa rola męska
- Tomasz Schuchardt – Doppelgänger. Sobowtór
  - Robert Więckiewicz – Filip
  - Jacek Braciak – Kos
  - Robert Więckiewicz – Kos
  - Piotr Pacek – Kos

### Najlepsza drugoplanowa rola kobieca
- Agnieszka Grochowska – Kos
  - Ewa Kasprzyk – Chłopi
  - Katarzyna Herman – Doppelgänger. Sobowtór
  - Sandra Drzymalska – Filip
  - Kinga Preis – Święto ognia

### Najlepsze zdjęcia
- Michał Sobociński – Filip
  - Bartłomiej Kaczmarek – Doppelgänger. Sobowtór
  - Piotr Sobociński jr. – Kos
  - Paweł Edelman – The Palace
  - Tomasz Naumiuk – Zielona granica

### Najlepsza muzyka
- L.U.C. – Chłopi
  - Jan Komar – Doppelgänger. Sobowtór
  - Zygmunt Konieczny – Figurant
  - Mikołaj Trzaska – Kos
  - Paweł Lucewicz – Znachor

### Najlepsza charakteryzacja
- Aneta Brzozowska – Kos
  - Mirela Zawiszewska, Justyna Osińska – Doppelgänger. Sobowtór
  - Agnieszka Jońca – Figurant
  - Dariusz Krysiak – Filip
  - Karolina Kordas, Alina Janerka, Wanda Tatucha-Kędzierzawska – Akademia pana Kleksa
  - Dariusz Krysiak – Niebezpieczni dżentelmeni

### Najlepsza scenografia
- Katarzyna Sobańska, Marcel Sławiński – Filip
  - Marek Warszewski – Doppelgänger. Sobowtór
  - Anna Anosowicz – Kos
  - Joanna Macha – Raport Pileckiego
  - Joanna Macha – Znachor

### Najlepszy dźwięk
- Radosław Ochnio, Adam Szlenda, Filip Krzemień – Kos
  - Michał Jankowski – Chłopi
  - Kacper Habisiak, Marcin Kasiński, Przemysław Kamieński – Doppelgänger. Sobowtór
  - Krzysztof Jastrząb – Figurant
  - Filip Krzemień, Marcin Kasiński, Mariusz Wysocki – Filip
  - Leszek Freund – Święto ognia
  - Robert Czyżewicz – Znachor

### Najlepszy montaż
- Nikodem Chabior – Filip
  - Rafał Listopad – Doppelgänger. Sobowtór
  - Piotr Kmiecik – Kos
  - Milenia Fiedler  – Liczba doskonała
  - Rafał Listopad – Strzępy

### Najlepszy film dokumentalny
- Pianoforte, reż. Jakub Piątek
  - Apolonia, Apolonia, reż. Lea Glob
  - Skąd dokąd, reż. Maciej Hamela
  - Twarze Agaty, reż. Małgorzata Kozera-Topińska
  - Vika!, reż. Agnieszka Zwiefka

### Najlepszy filmowy serial fabularny
- 1670, reż. Maciej Buchwald i Kordian Kądziela
  - Absolutni debiutanci, reż. Kamila Tarabura i Katarzyna Warzecha
  - Infamia, reż. Anna Maliszewska i Kuba Czekaj
  - Informacja zwrotna, reż. Leszek Dawid
  - Warszawianka, reż. Jacek Borcuch

### Najlepsze kostiumy
- Dorota Roqueplo – Kos
  - Katarzyna Lewińska – Chłopi
  - Weronika Orlińska – Doppelgänger. Sobowtór
  - Magdalena Biedrzycka i Justyna Stolarz – Filip
  - Małgorzata Zacharska – Znachor

### Najlepszy film europejski
- W trójkącie, reż. Ruben Östlund
  -  20 000 gatunków pszczół, reż. Estibaliz Urresola Solaguren
  -  Aftersun, reż. Charlotte Wells
  -  Blisko, reż. Lukas Dhont
  -  Cicha dziewczyna, reż. Colm Bairéad
  -  W gorsecie, reż. Marie Kreutzer

### Odkrycie roku
- Grzegorz Dębowski – Najlepsza Reżyseria – Tyle co nic
  - Łukasz “L.U.C.” Rostkowski – Najlepsza Muzyka – Chłopi
  - Kamila Urzędowska – Najlepsza Główna Rola Kobieca – Chłopi
  - Michał Kwieciński –  Najlepszy Scenariusz – Filip
  - Michał A. Zieliński – Najlepszy Scenariusz – Kos

### Nagroda publiczności[a]
- Chłopi
  - Zielona granica
  - Doppelgänger. Sobowtór
  - Filip
  - Kos

## Osiągnięcia życia
- Agnieszka Holland (nagroda przyznana 29 lutego 2024)